# Mogrus logunovi
Mogrus logunovi är en spindelart som beskrevs av Prószynski 1999 [2000. Mogrus logunovi ingår i släktet Mogrus och familjen hoppspindlar. Inga underarter finns listade i Catalogue of Life.